# Assedio di Costantinopoli (674)
L'assedio di Costantinopoli del 674 fu il primo assedio da parte delle forze arabe contro la capitale dell'Impero bizantino e fu anche la prima battuta d'arresto dell'Islam nella sua trionfale avanzata verso l'Occidente. Dopo la morte di Costante II, gli succedette sul trono di Costantinopoli il suo giovane figlio Costantino IV (668-685). Il suo regno inaugurò un periodo di importanza fondamentale sia per la storia universale sia per quella bizantina: il regno durante il quale nella lotta arabo-bizantina si ebbe una svolta decisiva. Muʿāwiya I, diventato califfo nel 661 in seguito a una guerra civile, riprese le armi contro l'Impero bizantino ambendo alla presa della stessa capitale Costantinopoli.
Secondo il cronista bizantino Teofane Confessore, l'attacco arabo fu metodico: nel 672-673 flotte arabe si assicurarono il possesso di basi lungo le coste dell'Asia Minore, e successivamente procedettero a instaurare un blocco allentato alla capitale Costantinopoli. Usarono la penisola di Cizico nei pressi della città come base invernale, e ritornavano ogni primavera per assaltare ripetutamente le Mura di Costantinopoli. Infine, i Bizantini, condotti dall'imperatore Costantino IV, riuscirono a distruggere la flotta araba facendo uso di una nuova invenzione, la sostanza liquida incendiaria nota come fuoco greco. I Bizantini sconfissero l'esercito arabo in Asia Minore, costringendoli a levare l'assedio. La vittoria bizantina fu di fondamentale importanza per la sopravvivenza dello stato bizantino, in quanto le incursioni arabe cessarono per qualche tempo. Un trattato di pace fu stipulato subito dopo, e, in seguito allo scoppio di una nuova guerra civile islamica, i Bizantini attraversarono perfino un breve periodo di limitate vittorie militari sul Califfato.
L'assedio lasciò delle tracce nelle leggende del nascente mondo islamico, venendo però confuso con un'altra spedizione contro la capitale bizantina avvenuta alcuni anni prima sotto il comando del futuro Califfo Yazid I. Di conseguenza, l'attendibilità del racconto di Teofane è stata messa in dubbio nel 2010 dallo studioso James Howard-Johnston, e più recentemente da Marek Jankowiak. Le loro analisi hanno dato importanza maggiore alle fonti arabe e siriache, traendone tuttavia conclusioni differenti sulla datazione e storicità dell'assedio. D'altra parte, le voci di un imponente assalto alle mura di Costantinopoli e del conseguente trattato di pace raggiunsero la Cina, dato che vennero registrate nelle opere storiche redatte all'epoca della dinastia Tang.

## Preludio

L'Impero bizantino e il Califfato nel 650 ca.

In seguito alla disastrosa battaglia dello Yarmuk del 636, l'Impero bizantino fece evacuare la Siria dalle truppe rimaste a sua disposizione, spostandole in Asia Minore, protetta dai Monti Tauro dall'espansione islamica. Ciò lasciò campo libero ai guerrieri del nascente Califfato dei Rashidun che così poterono completare agevolmente la loro conquista della Siria, e, successivamente, dell'Egitto. Le incursioni musulmane in Cilicia e in Asia Minore cominciarono intorno al 640, e continuarono sotto la conduzione del governatore califfale della Siria, Muʿāwiya. Muʿāwiya promosse anche lo sviluppo di una potente marina militare musulmana, che nel giro di pochi anni divenne sufficientemente potente da occupare Cipro e condurre saccheggi fino a Kos, Rodi e Creta nel Mar Egeo. Infine, la giovane flotta musulmana ottenne una netta vittoria sulla sua controparte bizantina nella Battaglia di Phoenix nel 655. In seguito all'assassinio del Califfo ʿUthmān e allo scoppio della prima guerra civile musulmana, tuttavia, le incursioni arabe in territorio bizantino si interruppero. Nel 659, Muʿāwiya concluse persino una tregua con Bisanzio, che prevedeva il pagamento di un tributo all'Impero.
La pace durò fino alla fine della guerra civile musulmana nel 661, da cui Muʿāwiya e i suoi sostenitori uscirono vittoriosi, portando all'istituzione del Califfato omayyade. Dall'anno successivo, le incursioni musulmane ripresero con cadenza regolare: le armate musulmane cominciarono a svernare in suolo bizantino a occidente dei Monti Tauro, massimizzando i gravi danni inflitti all'economia bizantina. Queste spedizioni via terra furono talvolta coadiuvate da incursioni navali contro le coste meridionali dell'Asia Minore. Nel 668, gli Arabi inviarono aiuti a Saborios, lo strategos degli Armeniaci, che si era rivoltato e autoproclamato imperatore. Le truppe arabe, condotte da Faḍāla b. ʿUbayd, giunsero troppo in ritardo per assistere il ribelle, deceduto dopo una caduta da cavallo, ma svernarono nella esapoli presso Melitene in attesa di rinforzi. Nella primavera del 669, dopo aver ricevuto i rinforzi attesi, Faḍāla invase l'Asia Minore spingendosi fino a Calcedonia, a pochi passi dalla capitale bizantina, Costantinopoli. Gli assalti arabi alla città vennero respinti, e l'esercito islamico finì per essere decimato dalla carestia e dal diffondersi di malattie. Muʿāwiya inviò in aiuto a Faḍāla un altro esercito, che la storiografia filo-omayyade vuole fosse condotto da suo figlio (e futuro Califfo) Yazīd.
Ciò che accadde in seguito differisce a seconda delle fonti. Secondo il cronista bizantino Teofane Confessore gli Arabi rimasero nei pressi di Calcedonia per qualche tempo prima di ritornare in Siria, e lungo il tragitto espugnarono Amorio e vi posero una guarnigione. Questo evento probabilmente significava che gli Arabi intendevano ritornare l'anno successivo ed utilizzare la città espugnata come loro base per successivi attacchi, ma Amorio fu ripresa dai Bizantini durante l'inverno successivo. Le fonti arabe, invece, sostengono che gli Arabi attraversarono lo stretto sbarcando in Europa e sferrarono un vano assalto alle mura della stessa Costantinopoli, prima di ritornare in Siria una volta rinunciata alla vana impresa. Data la mancanza di ogni pur minima menzione di tale assalto nelle fonti bizantine, è molto probabile che i cronisti arabi abbiano interpretato l'attacco degli Arabi a Calcedonia (documentato da fonti bizantine) come un attacco alla capitale bizantina stessa, essendo Calcedonia un sobborgo di Costantinopoli.

## Le campagne del 672 e del 673
Comunque siano andate le cose, la campagna del 669 aveva chiaramente dimostrato agli Arabi la possibilità di un assalto diretto a Costantinopoli, come anche la necessità di una base di rifornimenti nella regione. Questa fu trovata nella penisola di Cizico nella costa meridionale del Mar di Marmara, dove una spedizione marittima condotta da Faḍāla b. ʿUbayd vi svernò nel 670 o nel 671. Muʿāwiya ora cominciò a preparare l'assalto finale alla capitale bizantina. A differenza della spedizione di Yazīd, tuttavia, Muʿāwiya intendeva assaltare Costantinopoli via mare. L'assalto fu preparato con cura: per prima cosa i musulmani dovevano assicurarsi basi strategiche sulla costa, e solo successivamente, utilizzando Cizico come base, bloccare Costantinopoli per terra e per mare e tagliarla fuori dal suo entroterra agricolo, da cui dipendeva per i rifornimenti di cibo.

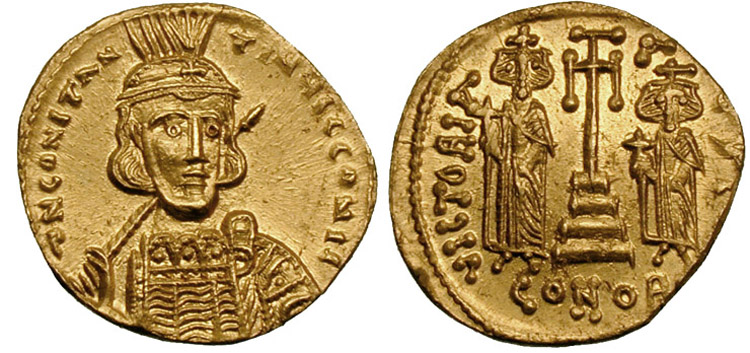
Nomisma di Costantino IV.

Nel 672 tre grandi flotte musulmane vennero inviate per stabilire basi tra la Siria e l'Egeo. La prima, condotta da Muhammad ibn ʿAbd Allah, raggiunse Smirne, dove svernò, la seconda guidata da un certo Qays (forse da identificare con Abd Allah ibn Qays) svernò in Licia e Cilicia, mentre una terza flotta, sotto Khalid, li raggiunse in seguito. Secondo Teofane, quando l'Imperatore Costantino IV (661-685) apprese dell'appropinquarsi della flotta araba, cominciò a preparare e ad equipaggiare la sua flotta per la guerra. L'armamento di Costantino comprendeva navi equipaggiate con sifoni installati per utilizzare la nuova sostanza incendiaria da poco a disposizione dei Bizantini, il fuoco greco..
Si trattava di un'invenzione dell'architetto Callinico, che dalla Siria era emigrato a Bisanzio: un esplosivo estremamente infiammabile il cui segreto di produzione era noto solo ai bizantini. Per mezzo del cosiddetto sifone veniva scagliato da grande distanza sulla nave nemica, dove provocava un rapido e distruttivo incendio. Nel 673, un'altra flotta araba, condotta da Junada ibn Abi Umayya, espugnò Tarsus in Cilicia, oltre a Rodi. Quest'ultima, a metà strada tra la Siria e Costantinopoli, fu convertita in una base di rifornimenti e centro per ulteriori raid navali arabi. I Bizantini tentarono di ostacolare i piani arabi con un attacco navale contro l'Egitto, ma invano. In questo periodo, le incursioni via terra in Asia Minore continuarono, durante le quali le truppe arabe svernavano in suolo bizantino.

## Gli assalti arabi a Costantinopoli nel 674-678

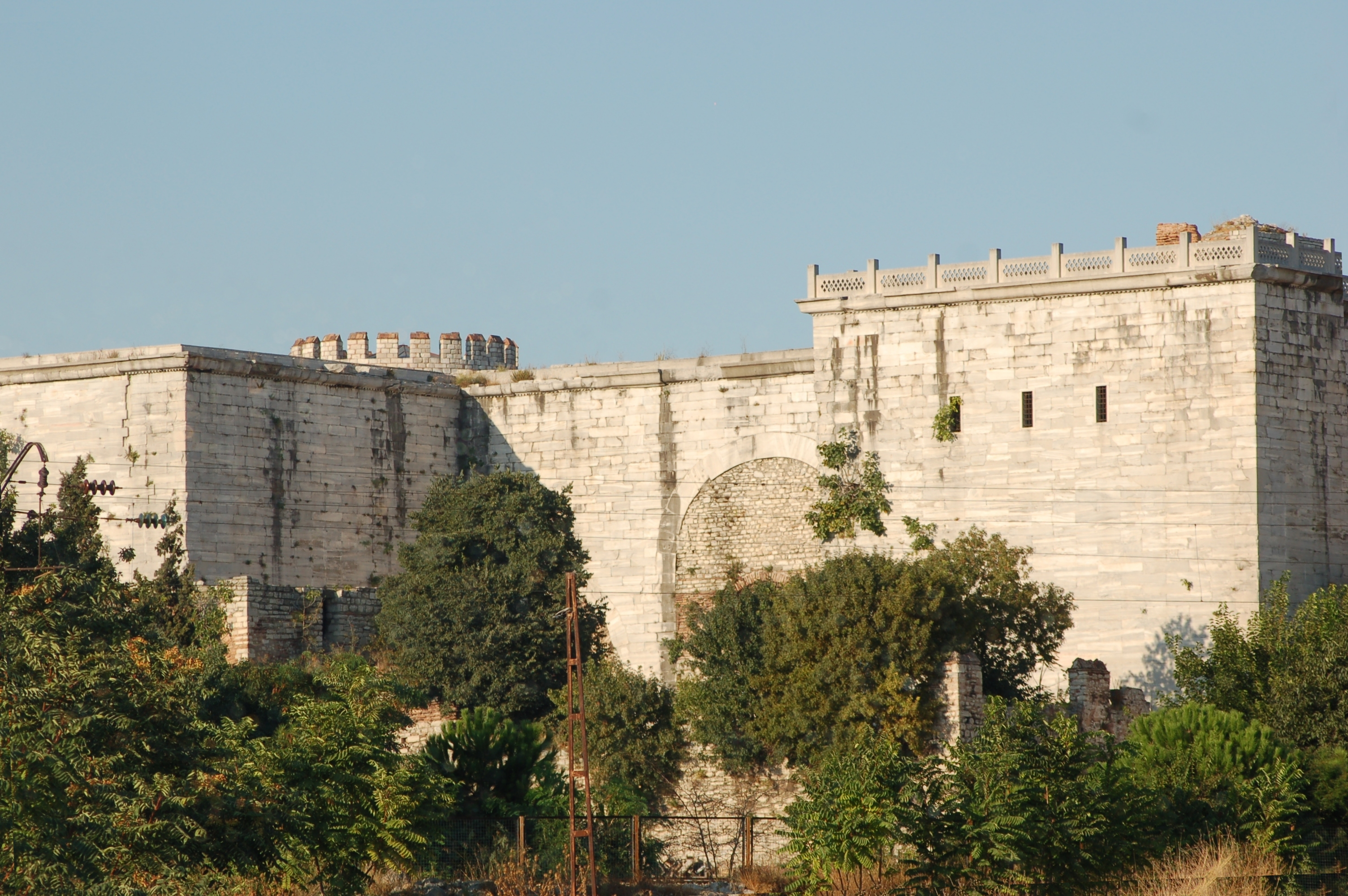
La Porta d'Oro delle Mura teodosiane di Costantinopoli.

Nel 674, la flotta araba salpò dalle sue basi nell'Egeo orientale ed entrò nel Mar di Marmara. Secondo Teofane, essi sbarcarono in Tracia nei pressi di Hebdomon ad aprile, e fino a settembre furono impegnati in scontri costanti con le truppe bizantine. Come narra Teofane, "ogni giorno vi era uno scontro militare che durava da mattina e sera, tra la Porta d'Oro e il Kyklobion, con attacchi e contrattacchi". Quando gli Arabi, fallito l'assalto, partirono, si diressero verso Cizico, che espugnarono e convertirono in un accampamento fortificato dove svernarvi. Il seguente fu lo schema che continuò ogni anno per tutto l'assedio: in primavera, gli Arabi attraversavano il Marmara ed assaltavano Costantinopoli, per poi ritirarsi a Cizico per svernarvi. Nella realtà dei fatti, l'"assedio" di Costantinopoli non fu un assedio vero e proprio, ma una serie di scontri nei dintorni della città, cominciati con l'attacco di Yazīd del 669. Si noti anche che i cronisti bizantini e arabi sostengono che l'assedio non durò cinque anni, bensì sette. Ciò si potrebbe spiegare includendo nell'"assedio" le campagne di apertura del 672-673, oppure contando gli anni fino alla ritirata finale degli Arabi dalle loro basi, nel 680.

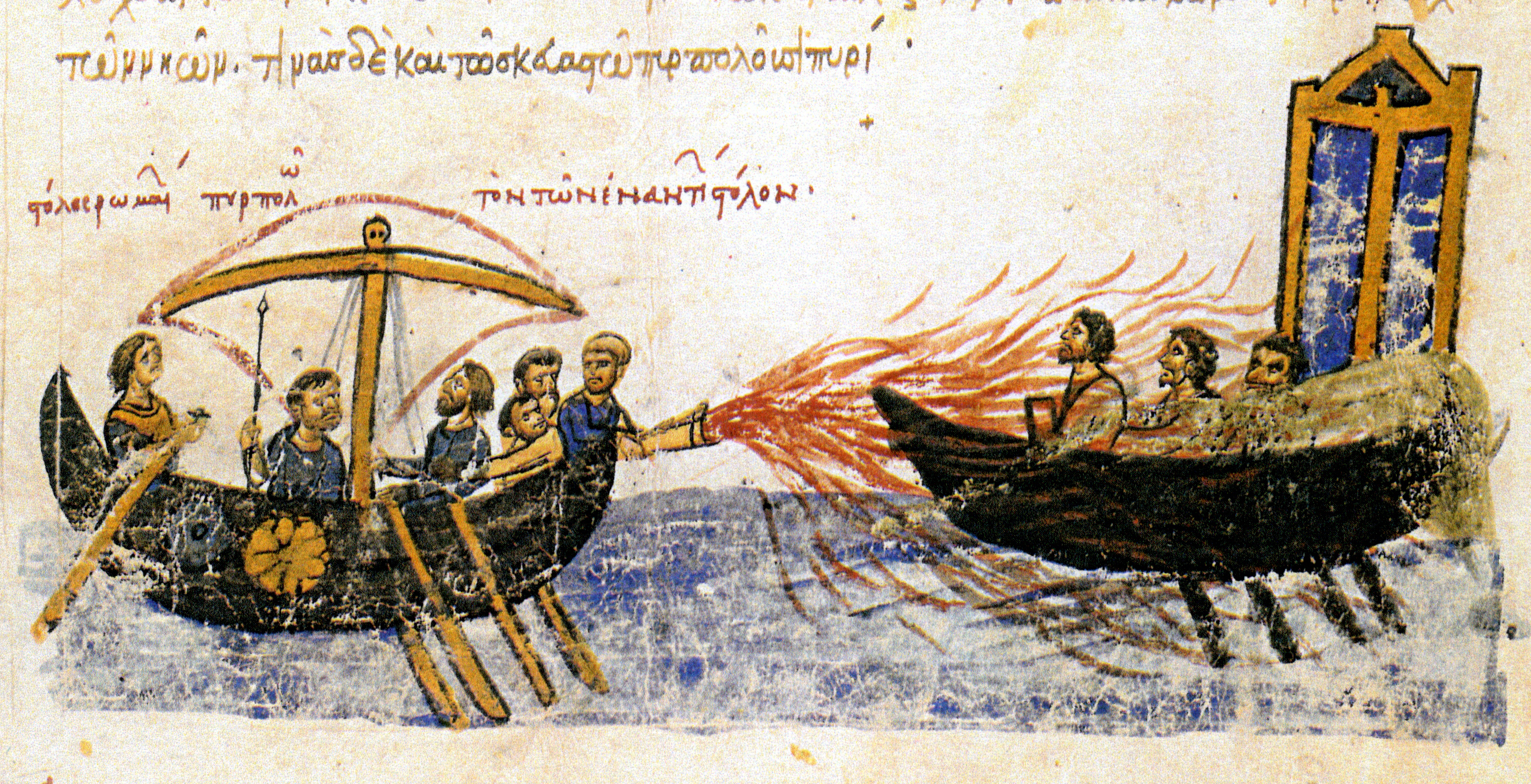
Rappresentazione del fuoco greco, dallo Scilitze di Madrid. Fu utilizzato per la prima volta proprio durante il primo assedio arabo di Costantinopoli, nel 677 o 678.

I dettagli degli scontri nei dintorni di Costantinopoli negli anni successivi non sono chiari, in quanto Teofane riassume il resoconto dell'intero assedio nel resoconto del primo anno, mentre i cronisti arabi non menzionano alcun assedio ma si limitano a fornire i nomi dei comandanti di non specificate spedizioni in territorio bizantino. L'unica cosa nota è che ʿAbd Allāh ibn Qays e Faḍāla b. ʿUbayd saccheggiarono Creta e vi svernarono lì nel 675, mentre nello stesso anno Malik ibn ʿAbd Allāh sferrò un'incursione in Asia Minore. Gli storici arabi d'età abbaside, al-Ya'qubi e al-Tabari, narrano che Yazīd fu inviato dal padre Muʿāwiya con rinforzi a Costantinopoli nel 676, e che ʿAbd Allāh b. Qays condusse una spedizione nel 677, il cui obiettivo è ignoto..
Nel frattempo, la minaccia araba aveva ridotto la possibilità da parte bizantina di intervenire sugli altri fronti: in Italia i Longobardi ne approfittarono per sottomettere gran parte della Puglia meridionale, comprese Taranto e Brindisi, mentre nei Balcani una coalizione di tribù slave assaltò la città di Tessalonica e lanciò incursioni marittime nell'Egeo, arrivando addirittura a penetrare nel Mar di Marmara. Infine, nell'autunno 677 o all'inizio del 678 Costantino IV si risolse a confrontarsi con gli assedianti arabi in uno scontro testa a testa. La sua flotta, equipaggiata con fuoco greco, mise in rotta quella araba. È possibile che l'uccisione in battaglia dell'ammiraglio Yazid ibn Shajara, riportata dai cronisti arabi per il 677/678, sia correlata a questa sconfitta. Nel frattempo, l'armata islamica in Asia Minore, sotto il comando di Sufyan ibn 'Awf, fu sconfitta da un esercito bizantino condotto dai generali Floro, Petrona e Cipriano, perdendo 30 000 soldati secondo Teofane. Queste sconfitte costrinsero gli Arabi a levare l'assedio nel 678. Durante il ritorno in Siria, la flotta araba andò distrutta in una tempesta nei pressi di Syllaion.
La versione dei fatti tramandata da Teofane parrebbe trovare conferma dall'unico riferimento all'assedio nelle fonti bizantine quasi coeve, un componimento poetico celebrativo opera dell'altrimenti ignoto Teodosio Grammatico, che in precedenza si riteneva che si riferisse al secondo assedio arabo del 717–718. Il componimento poetico di Teodosio commemora una vittoria navale decisiva davanti alle mura della città — con l'interessante dettaglio che anche la flotta araba possedeva navi in grado di lanciare fuoco — e menziona "la paura delle loro ombre che ritornano", che potrebbe essere interpretata come una conferma dei ricorrenti attacchi arabi ogni primavera dalla propria base a Cizico.

## Conseguenze
Il fallimento dell'assedio coincise con un incremento delle incursioni dei Mardaiti, un gruppo cristiano residente nelle montagne della Siria che resisteva all'occupazione musulmana e che saccheggiava i territori soggetti agli Arabi. Di fronte alla minaccia dei Mardaiti, e in seguito alle pesanti perdite subite contro i Bizantini, Muʿāwiya iniziò a intavolare trattative per una tregua con Bisanzio, con ambasciatori che facevano continuamente la spola tra una corte e l'altra. Le trattative continuarono fino al 679, dando il tempo agli Arabi di sferrare un'ultima incursione in Asia Minore sotto il comando di 'Amr ibn Murra, forse con l'intenzione di mettere sotto pressione i Bizantini. Il trattato di pace, di durata trentennale, stabilì che il Califfo avrebbe dovuto versare all'Impero un tributo annuale di 3 000 nomismata, 50 cavalli e 50 schiavi. Nel 679-680 le guarnigioni arabe evacuarono le basi bizantine sulle coste da esse occupate, tra cui Rodi.
Costantino IV approfittò della pace con gli Arabi per procedere contro la nascente minaccia dei Bulgari nei Balcani, ma il suo immenso esercito, comprendente tutte le forze a disposizione dell'Impero, subì una decisiva sconfitta, preparando la strada per la nascita di uno stato bulgaro nei Balcani nordorientali. Nel frattempo, deceduto Muʿāwiya nel 680, il califfato islamico attraversò un nuovo periodo di guerre civili. La divisione del Califfato durante questa seconda guerra civile musulmana permise a Bisanzio non solo di ottenere la pace, ma anche una posizione di predominanza sulla frontiera orientale. L'Armenia e l'Iberia caucasica ritornarono per un breve periodo sotto il controllo bizantino, mentre Cipro fu spartita tra Bisanzio e il Califfato. La pace durò fino al 693, quando fu rotta da Giustiniano II (685-695 e 705-711) con devastanti conseguenze: i Bizantini furono sconfitti, Giustiniano fu deposto e seguì un periodo di anarchia nello stato bizantino durato una ventina di anni. Durante questo periodo le incursioni arabe si intensificarono, portando a un secondo e ultimo tentativo arabo di conquistare Costantinopoli nel 717-718.

## Importanza ed impatto
Costantinopoli era il centro dello Stato bizantino, per cui, se fosse caduta, le rimanenti province dell'Impero sarebbero state incapaci di tenersi insieme, e sarebbero diventate preda facile per gli Arabi. Al contempo, il fallimento dell'assalto arabo a Costantinopoli segnò il culmine della campagna di attrito condotta da Muʿāwiya fin dal 661. Muʿāwiya investì nell'assalto immense risorse per far sì che l'assalto riuscisse, compresa la creazione di una potente flotta. Il suo fallimento ebbe in modo similare importanti ripercussioni, e rappresentò un grosso colpo al prestigio del Califfo. Al contrario, il prestigio bizantino raggiunse il suo apice, particolarmente in Occidente: Costantino IV ricevette inviati dagli Avari e dagli Slavi dei Balcani, portanti con sé presenti e congratulazioni per l'impresa e che riconobbero la supremazia bizantina. La pace con gli Arabi diede inoltre all'Impero un po' di respiro dopo i continui saccheggi in Asia Minore condotti dagli Arabi negli anni precedenti, permettendogli di riprendersi parzialmente dopo i cambiamenti e i rovesci drammatici subiti nei decenni precedenti.

## Impatto culturale
Tarde fonti arabe si soffermano dettagliatamente sugli avvenimenti dell'assedio, narrando diversi aneddoti leggendari, ma tali resoconti si confondono con la narrazione della spedizione del 669 di Yazīd. Alcune personalità importanti dei primordi dell'Islam, tra cui Abd Allah ibn 'Abbas, Abd Allah ibn 'Umar e Abd Allah ibn al-Zubayr, sono menzionate come partecipanti alla spedizione. Il più importante tra questi nella tradizione successiva è Abu Ayyub al-Ansari, uno dei primi Ansar, e portatore dell'insegna di Maometto, che cadde in battaglia durante l'assedio di Costantinopoli e fu sepolto ivi. Secondo la tradizione musulmana, Costantino IV minacciò di distruggerne la tomba, ma il califfo lo avvertì che se l'avesse fatto, i cristiani sotto il dominio musulmano sarebbero stati perseguitati. Per cui la tomba fu lasciata in pace e divenne un sito di venerazione dei Bizantini, che vi pregavano addirittura in tempi di disperazione. La tomba fu "riscoperta" dopo la caduta di Costantinopoli in mano ottomana nel 1453 dal derviscio sceicco Ak Shams al-Din, e il sultano Mehmed II (1444-1446, 1451-1481) ordinò la costruzione di una tomba e di una moschea adiacente ad essa, dedicata a Eyüp (la variante turca del nome Ayyūb). Tuttora oggi rimane uno dei luoghi di culto più santi dell'Islam a Istanbul.
L'assedio trova menzione finanche in fonti cinesi quali il Vecchio libro dei Tang e il Nuovo libro dei Tang. Esse raccontano che la capitale di Fu lin (拂菻, cioè Bisanzio) fu assediata dai Da shi (大食, cioè gli Arabi) e dal loro comandante "Mo-yi" (in cinese: 摩拽伐之, Pinyin: Mó zhuāi fá zhī), che Friedrich Hirth ha identificato con Mu'awiya. Le fonti cinesi riferiscono che gli Arabi costrinsero i Bizantini a pagare loro un tributo come condizione di pace. In queste fonti cinesi, Fu lin viene direttamente collegato all'anteriore Da Qin, considerato dagli odierni sinologi l'Impero romano. Henry Yule ha messo in rilievo, non senza sorpresa, l'accuratezza del racconto nelle fonti cinesi, che hanno finanche dato un nome al negoziatore della pace, chiamandolo "Yenyo", o Giovanni Pitzigaude, l'innominato inviato spedito a Damasco nel racconto di Edward Gibbon in cui menziona un aumento del tributo alcuni anni più tardi a causa delle difficoltà finanziarie degli Umayyadi.

## Interpretazione moderna degli avvenimenti
Come notato più sopra, la narrazione degli avvenimenti dell'assedio accettata dagli storici moderni si basa largamente sul resoconto di Teofane, mentre le fonti arabe e siriache non menzionano alcun assedio, ma solo campagne individuali, alcune delle quali giunsero fino a Costantinopoli (la conquista di un'isola chiamata Arwad è registrata nell'anno 673/674, mentre nell'anno 676 viene riportato che la pretesa spedizione di Yazīd raggiunse Costantinopoli). I cronisti siriaci, inoltre, collocano la battaglia decisiva e la distruzione della flotta araba grazie al fuoco greco nel 674, durante una spedizione araba sulle coste della Licia e della Cilicia, non nei pressi di Costantinopoli. Questa fu seguita da uno sbarco di truppe bizantine in Siria nel 677/678, quando cominciò l'insurrezione dei Mardaiti che minacciò sufficientemente il Califfato in Siria da spingerlo a firmare un trattato di pace con Bisanzio nel 678/679..
Constantin Zuckerman ritiene che un passo oscuro del Commentario di Cosma di Gerusalemme su Gregorio Nazianzeno, redatta all'inizio dell'VIII secolo, si riferisca al blocco arabo di Costantinopoli. Il passo in questione riferisce che Costantino IV aveva fatto trasportare delle navi (probabilmente su ruote), attraverso il Chersoneso Tracico, dall'Egeo al Mar di Marmara, impresa dispendiosa che appare sensata se la si colloca durante il primo assedio arabo di Costantinopoli, nel corso del quale il Dardanelli era stato bloccato dagli Arabi a Cizico.
Basandosi su una rivalutazione delle fonti primarie utilizzate dagli storici medievali, lo studioso di Oxford James Howard-Johnston, nel suo libro del 2010 Witnesses to a World Crisis: Historians and Histories of the Middle East in the Seventh Century, respinge la tradizionale ricostruzione degli eventi, basati su Teofane, in favore della versione narrata dai cronisti siriaci. Howard-Johnston sostiene che in realtà non avvenne alcun assedio, portando a supporto della sua tesi non solo la mancanza di ogni menzione di questo presunto "assedio" nelle fonti orientali, ma anche l'impossibilità logistica di intraprenderlo. Al contrario, ritiene che il riferimento ad un "assedio" sia dovuto alla tarda interpolazione di una fonte anonima utilizzata da Teofane, che sarebbe stata influenzata dagli avvenimenti del secondo assedio arabo di Costantinopoli del 717-718. Secondo Howard-Johnston, "Il blocco di Costantinopoli negli anni 670 è un mito che ha permesso di mascherare il reale successo conseguito dai Bizantini nell'ultimo decennio del califfato di Muʿāwiya, dapprima per mare in Licia e poi per terra, tramite una rivolta che, in breve tempo, infuse profonde preoccupazioni presso gli Arabi...".
D'altra parte, lo studioso Marek Jankowiak sostiene la tesi che si fosse verificato un importante assedio arabo, ma nel triennio 667-669, con l'attacco principale che avrebbe avuto luogo nella primavera 668; Teofane, che scriveva all'incirca 140 anni dopo gli eventi, basandosi su una fonte anonima scritta circa 50 anni dopo il presunto assedio, avrebbe ingarbugliato e datato erroneamente gli eventi.